# Zemské zřízení Těšínského knížectví

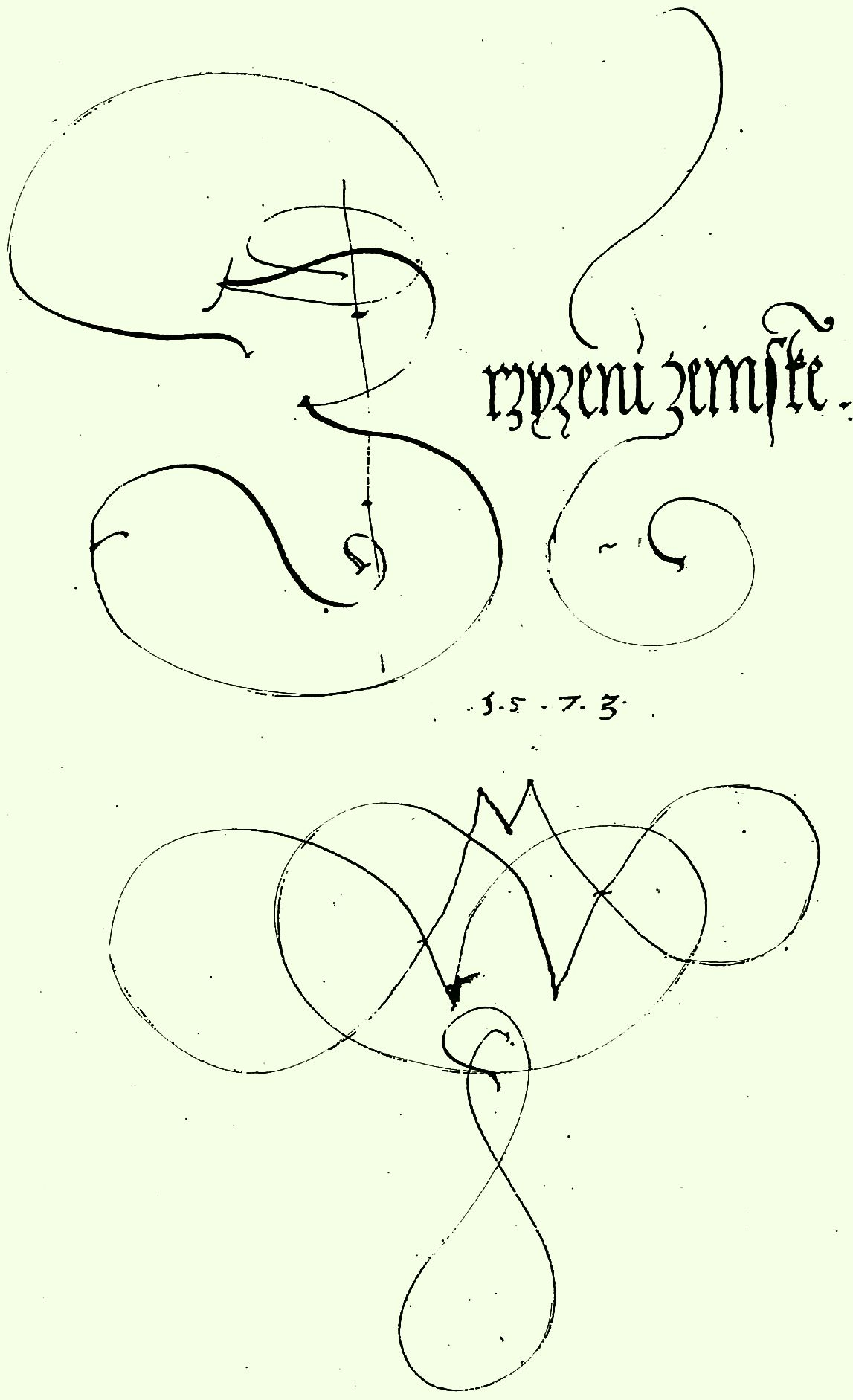
Zemské zřízení knížectví Těšínského, vydání z roku 1573

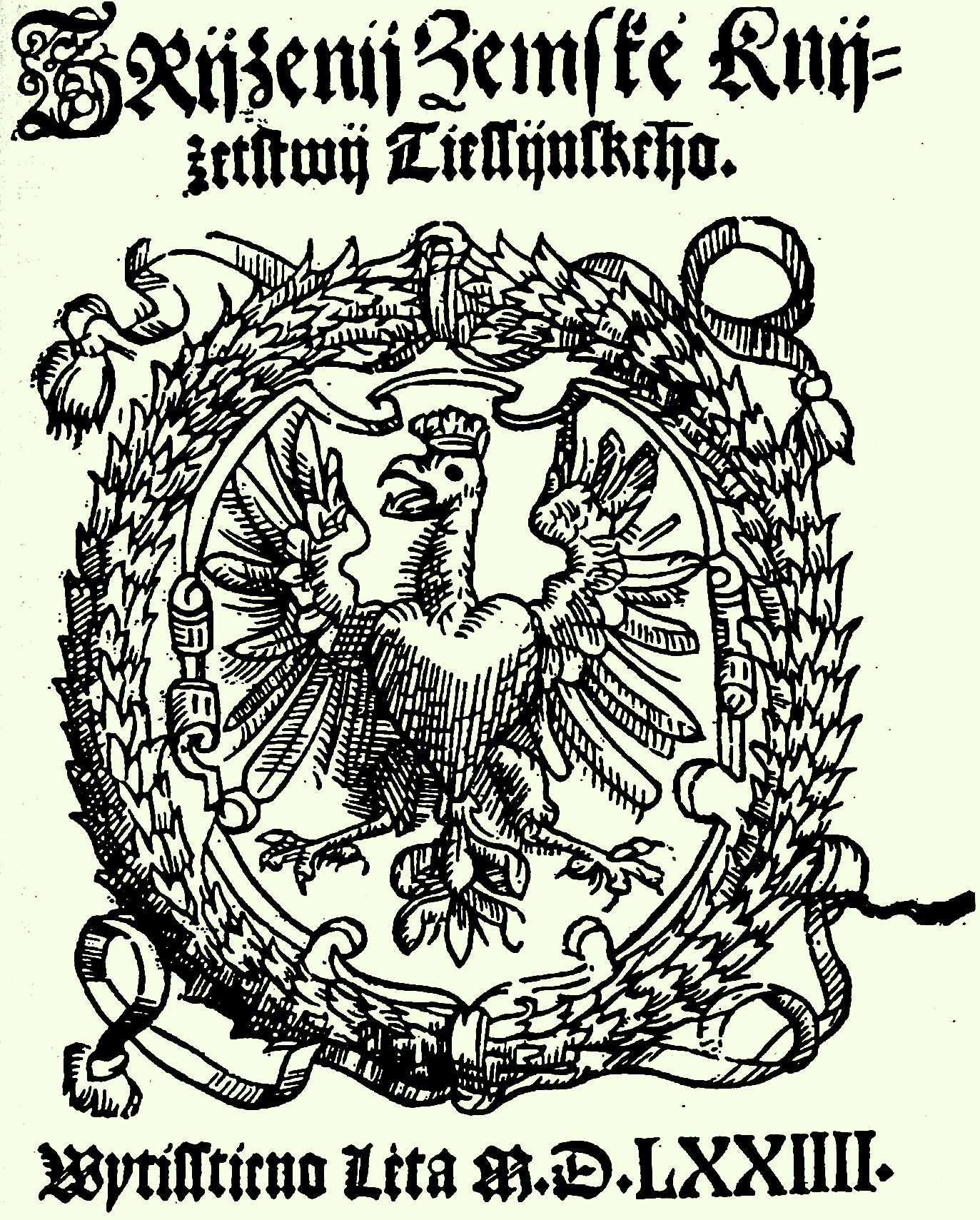
Zemské zřízení knížectví Těšínského, vydání z roku 1574

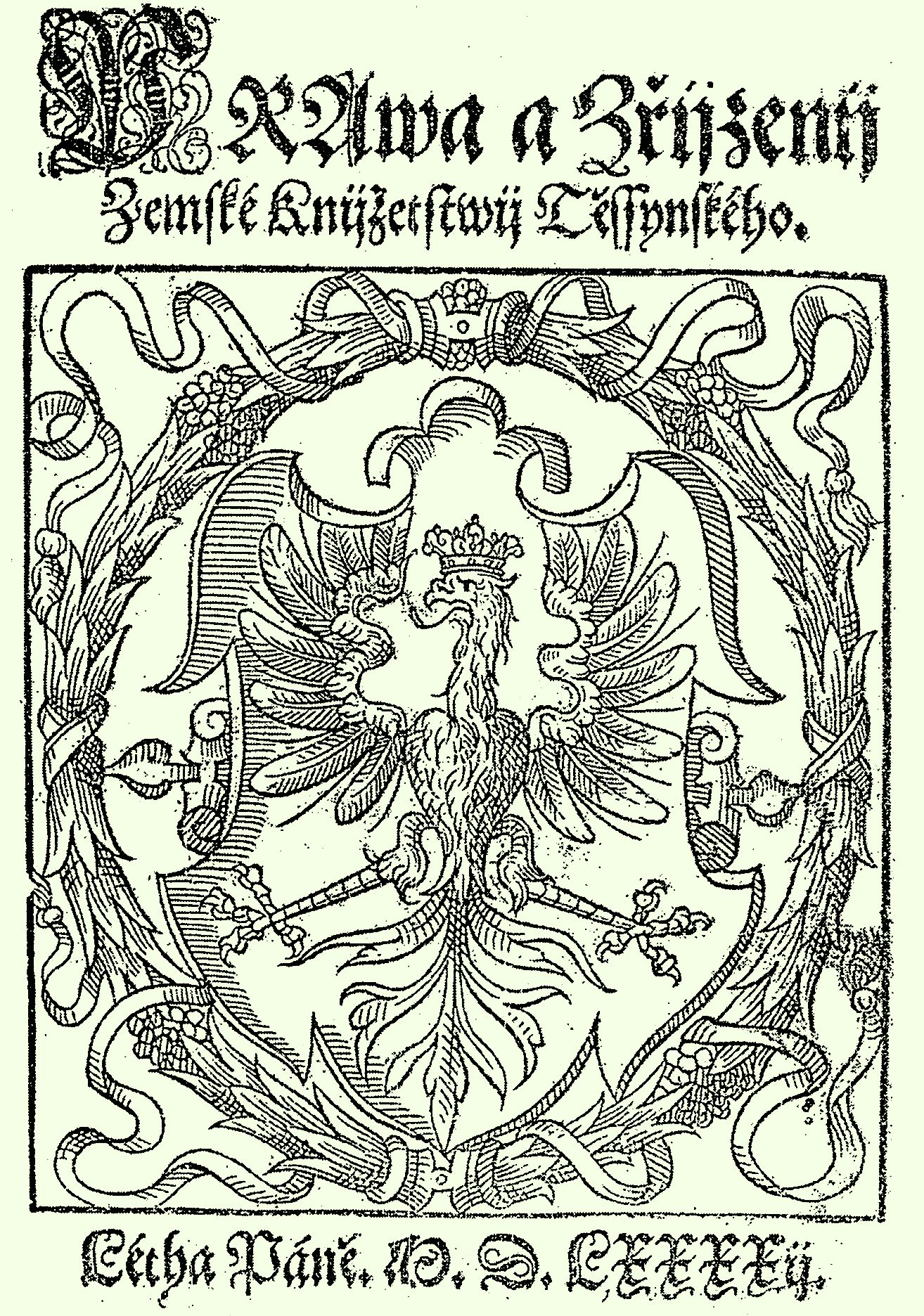
Zemské zřízení Těšínského knížectví, vydání z roku 1592

Zemské zřízení Těšínského knížectví, v původním staročeském názvu Zřízení zemské Knížecství Těšínského, bylo zemské zřízení Těšínského knížectví, dávající zvykovému právu na Těšínsku podobu zákona. Bylo vyhlášeno v češtině, 24. června 1573, těšínským knížetem Václavem III. Adamem. Po sporu s těšínskými stavy bylo zemské zřízení v oblasti stavovských práv změněno, jinak však platilo až do konce 18. století, kdy bylo v českých zemích zavedeno jednotné právo trestní, občanské a procesní.

## Vydání a spor se stavy
Vydání zemského zřízení předcházelo 30. června 1572 vydání privilegia, adresovaného knížetem stavům. V tomto privilegiu Václav III. Adam poprvé uzákonil stavovská práva a zemské instituce. Důvodem byla snaha knížete zavést v Těšínském knížectví dokonalejší pořádek a vyrovnat se v tomto ohledu i okolním hornoslezským knížectvím. Velkou váhu kladlo privilegium na zahájení činnosti zemského soudu a na nutnost sepsání zemského zřízení.
Zemské zřízení bylo vydáno 24. června 1573. Originál zřízení je psán česky, na 24 sešitých listech formátu A4, propojených červeno-bílou hedvábnou šňůrou, ukončených podpisem knížete a jeho přitištěnou pečetí. Rukopis je uložen v konvolutu s německým názvem Landesordnung („zemské zřízení“) státního archivu v dnešním polském Těšíně.
Vyhlášením zemského zřízení dospěl právní vývoj v Těšínském knížectví ke svému vrcholu. Svou strukturou odpovídá obdobným zákoníkům v Horním Slezsku, zejména zákoníku opolsko-ratibořskému. Silný je rovněž vliv moravských zákoníků z let 1535 a 1545. Patrný je i vliv sousedního Polska.
Počáteční reakce stavů na zemské zřízení byla kladná, proti prvnímu vydání zákoníku tiskem v roce 1574 neprotestovaly. Později, okolo let 1577-1578, se však část stavů proti zákoníku postavila a ke konci života Václava III. Adama se spory dále přiostřily. Po jeho smrti se jménem nezletilého Adama Václava ujala vlády v Těšínském knížectví regentka-matka Sidonie Kateřina a konflikt se přiostřil ještě více, nyní již za účasti nejvyšších zemských úředníků Slezska i českého krále a římského císaře Rudolfa II. Stavy shrnuly v roce 1590 své stanovisko za pomoci saského vyjednavače Abrahama Bocka do prohlášení, ve kterém požadovaly právo žalovat knížete či členy jeho rodiny před zemským soudem (v odvolání na privilegium udělené roku 1498 českým králem Vladislavem II.), podmínku nepřípustnosti svévolného postupu knížete vůči provinivšímu se šlechtici i v případě vraždy a navrhly kompromis v případě umožnění poddaným stěžovat si na své pány na zemském soudu. Kateřina Sidonie na toto prohlášení však neodpověděla a stavy reagovaly dalším rozšířením svých požadavků.
Spor skončil 17. května 1591, kdy Rudolf II. vydal dvě česky psané stvrzovací listiny. V první potvrdil privilegium Václava III. Adama z 30. června 1572 a ve druhé vlastní zemské zřízení z roku 1573 a stavovské prohlášení z roku 1590. V roce 1592 následovalo opětovné vydání zemského zřízení (včetně obou stvrzovacích listin) tiskem.

## Obsah zemského zřízení
Text zemského zřízení je rozdělen na kapitoly, které jsou dále rozděleny na aktikuly. Artikuly nejsou číslovány průběžně, ale v každé kapitole vždy od počátku.
Jednotlivé kapitoly původního vydání z roku 1573 jsou:
1. O holdu
2. O tažení a službě zemské
3. O soudcích, jak v soudu sedati mají
4. Soudci takto voleni býti mají
5. Soud se zahájiti má takto
6. Takto se půhon psáti má
7. Obvinění rokem položeným k soudu takto se psáti má
8. O kanceláři
9. O věních
10. O dcerách osiřelých
11. O nápadu
12. O testamentu a poručenství
13. O sirotcích
14. Díly statkův
15. Spolky
16. Prodej dědicství
17. Desátky a podatky duchovních
18. O svědomí, Svědomí takto bráno býti má
19. O mordech
20. O nářku cti
21. Z strany hranic a topení vody na cize grunty
22. Přísaha hraničná těmi slovy spravena býti má
23. O obstávce
24. O svadách a bytích v městech
25. O osobách stavu městského, kteří statky pozemské mají
26. O dluhoch a rukojemství
27. Z strany nálezův
28. O pychu a zúmyslnosti
29. O myslivosti
30. O pastvách a škod činění
31. O odpovědnících
32. O zahálečích a běhúních
33. O zločincích
34. O poddaných, sirotcích a služebné čeledi
35. O vodách a tocích
36. O cestách a silnicích
37. O žalobě poddaných na pány své
38. O sirotcích
39. O čeledi služebnej
40. O mlynářích
41. O židech
42. Zavírka

Součásti bylo i písemné potvrzení, že česká řeč (český jazyk) je jediný úřední jazyk v Těšínském knížectví. 